# Irina Wladimirowna Karawajewa
Irina Wladimirowna Karawajewa (russisch Ирина Владимировна Караваева; * 18. Mai 1975 in Krasnodar, Russische SFSR) ist eine ehemalige russische Trampolinturnerin und Olympiasiegerin.
Karawajewa gewann in ihrer Karriere zwölf Weltmeistertitel. Zudem wurde sie fünfmal Vizeweltmeisterin und belegte zweimal den dritten Platz bei Weltmeisterschaften. 1994 gewann sie in Porto jeweils im Einzel- und im Mannschaftswettbewerb ihre ersten beiden Titel. Weitere Einzeltitel folgten 1998, 1999, 2005 und 2007, mit der Mannschaft wurde sie 1996, 1998, 1999 und 2003 Weltmeisterin. Im Synchronturnen gelang ihr 2005 und 2010 der Titelgewinn. Sie ist damit die erfolgreichste Trampolinturnerin in der Geschichte des Sports. Nur Alexander Moskalenko war bei den Herren noch erfolgreicher. Bei den World Games gewann Karawajewa im Synchronturnen 2001 die Bronze- und 2005 die Silbermedaille.
Als amtierende Weltmeisterin war sie beim Olympiadebüt der Disziplin in Sydney 2000 die Favoritin und setzte sich im Finale mit deutlichen 1,2 Punkten Vorsprung  als Olympiasiegerin durch. Bei ihrer zweiten Olympiateilnahme 2004 in Athen erreichte sie nach einem Fehler im zweiten Durchgang in der Qualifikation lediglich den vorletzten, 15. Platz. 2008 in Peking überstand sie die Qualifikation dieses Mal als Zweite, erreichte im Finale aber lediglich den fünften Rang.